# Leggiuno
Leggiuno (lombardul: Legiun) település Olaszországban, Varese megyében. Lakosainak száma 3547 fő (2023. január 1.). Leggiuno Besozzo, Caravate, Laveno-Mombello, Sangiano, Stresa, Belgirate és Monvalle községekkel határos.

## Népesség
A település népességének változása:
| Lakosok száma | 3820 | 3791 | 3547 |
|               | 2017 | 2018 | 2023 |